# Махмуд Джабріль
Махмуд Джабріль (28 травня 1952 — 5 квітня 2020) — лівійський політик, прем'єр-міністр Перехідної національної ради Лівії з 23 березня до 23 жовтня 2011.

## Біографія
Махмуд Джабріль (Mahmoud Jabril) народився в 1952 року в Лівії.
1975 року закінчив факультет економіки та політичних наук Каїрського університету, отримавши ступінь бакалавра.
1980 року отримав ступінь магістра політології в Університеті Піттсбурга в Пенсільванії (США).
1984 року в тому ж університеті він отримав ступінь доктора за фахом «Стратегічне планування і прийняття рішень» і, будучи професором, кілька років працював у цій області. Махмуд Джабріль опублікував 10 книг, присвячених цій темі.
Він також був керівником групи, що займалася складанням проекту Unified Arab Training manual.
У період з 1987–1988 він відповідав за організацію та адміністрування перших двох конференцій, присвячених тренінгам, в арабських країнах. Згодом він займався менеджментом і адміністративним управлінням лідерських тренінгів для менеджерів вищої ланки в арабських країнах, у тому числі в Єгипті, Саудівської Аравії, Лівії, ОАЕ, Кувейту, Йорданії, Бахрейні, Марокко, Тунісі, а також у Туреччині та Великій Британії.
Махмуд Джабріль очолював Лівійську національну раду з планування. 2009 він був призначений на посаду голови Ради з розвитку національної економіки Лівії.
Також керував Кризовим комітетом Національної лівійської ради.
23 березня 2011 року стало відомо, що Махмуд Джабріль очолив перехідну Національну раду, що проголосила себе єдиним законним органом влади в Лівії.